# Casa Walter H. Gale
La Casa Walter H. Gale, ubicada al suburbi d'Oak Park, Illinois, a Chicago, va ser dissenyada per Frank Lloyd Wright i construïda l'any 1893. La casa va ser encarregada per Walter H. Gale, cap d'una família prominent d'Oak Park i és la primera casa que Wright va dissenyar després de deixar la signatura d'Adler &amp; Sullivan (dirigida per l'enginyer Dankmar Adler i l'arquitecte Louis Sullivan). La casa Gale es va incloure en el Registre Nacional de Llocs Històrics el 17 d'agost de 1973.

## Història
La casa fou dissenyada per Frank Lloyd Wright l'any 1893 per a Walter H. Gale, qui era membre d'una de les "famílies fundadores" d'Oak Park i operador d'una ferreteria local. La casa va ser el primer disseny realitzat després que va deixar la signatura de Louis Sullivan, Adler & Sullivan. La casa va continuar amb la naturalesa de la pròpia casa de Wright i va ser una d'una sèrie de cases modestes dissenyades entre els anys 1892 i 1893. Dues d'aquestes cases van ser dissenyades per a Walter Gale sobre una base especulativa, l'altra es coneix com a Casa Robert P. Parker, que es troba a Chicago Avenue, prop de la casa Gale. La casa Gale, com totes les cases dissenyades en aquesta "sèrie", té costats simètrics, però són difícils de veure clarament perquè altres edificis estan construïts massa a prop. La casa Gale sembla petita, però és força espaiosa i segueix uns plànols gairebé idèntics als de les altres cases dissenyades i construïdes al voltant del 1893, encara que hi ha diferències, sobretot en els perfils del sostre.

## Arquitectura

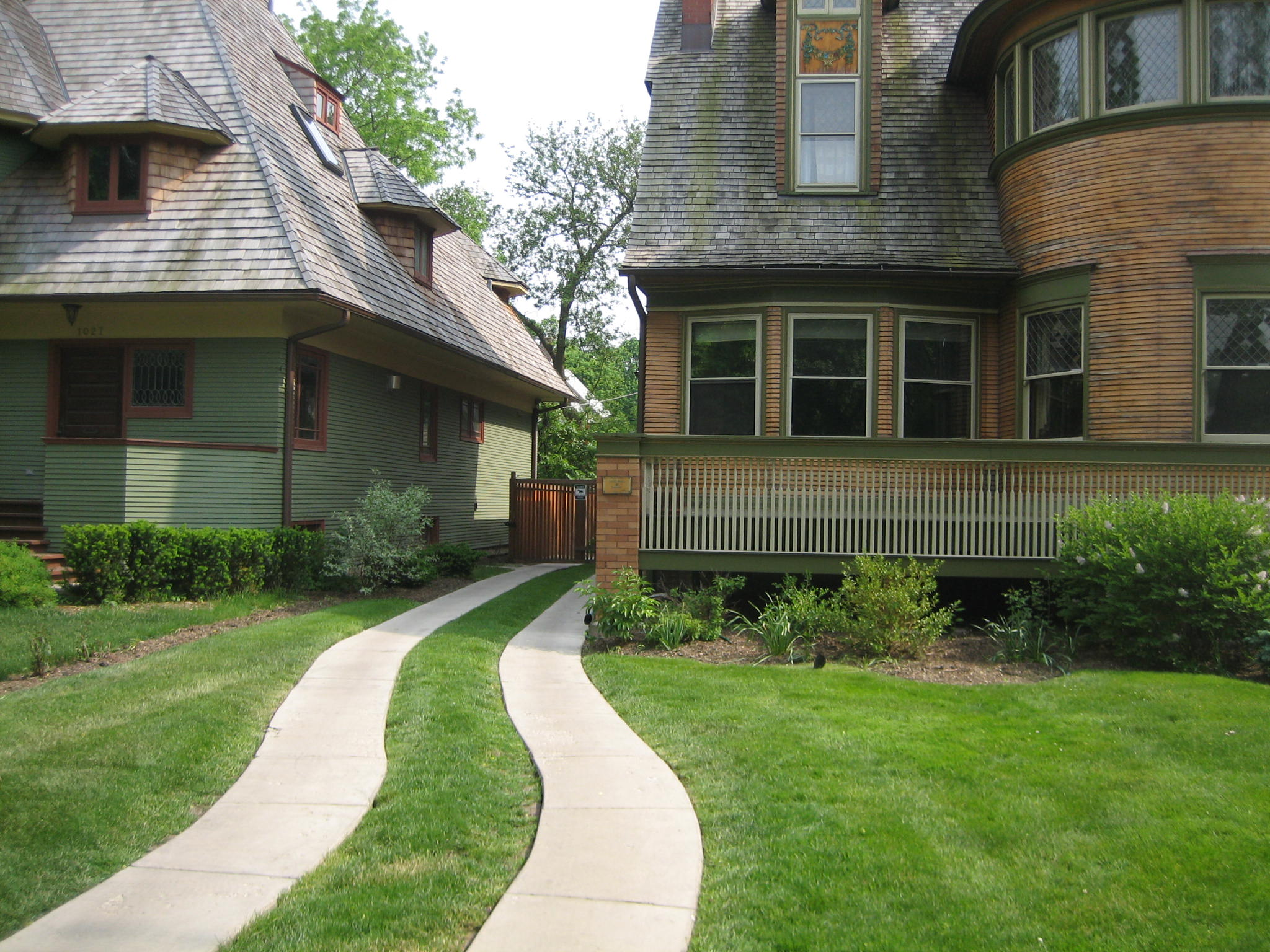
Segons els estàndards dels suburbis nord-americans, la casa Gale està força a prop d'altres estructures. La casa de l'esquerra és un altre edifici de Frank Lloyd Wright, la Casa de Thomas H. Gale.

La casa està dissenyada amb un estil Reina Anna i demostra la predilecció de Wright per la planificació informal. El disseny Reina Anna, influenciat pel primer mestre de Wright, Louis Sullivan, demostra com de lluny va haver d'arribar Wright abans que el seu estil modern d'hora, conegut com Prairie School, estigués completament madur. La casa Gale és clarament una casa d'estil Reina Anna, evidències d'això es poden trobar en la complexitat de la massa, els detalls de les golfes, les finestres pal·ladianes a les parets laterals i les variades textures de les teules, el revestiment i el maó, així com els panells de diamant i vidre emplomat. Tot i els elements evidents d'estil Reina Anna, la casa Gale té una puresa geomètrica que és poc convencional. Representa el començament del moviment de Wright per alliberar-se de les limitacions dels estils de disseny històrics.
La casa de construcció de marcs està construïda sobre una base de granit amb una coberta exterior de tauletes majoritàriament estretes. Les finestres abatibles originals de vidre emplomat i amb panells de diamant estan intactes. A l'interior de la casa, la planta baixa consta d'escala, rebedor, sala, menjador, cuina i rebost. La sala està revestida amb panells de bedoll oliat i té una barana amb balustres molt atenuats que emmarquen les escales. El segon pis compta amb quatre dormitoris, un amb bany i xemeneia. El tercer pis acull una gran sala disposada en un eix est-oest.

## Significat
La casa és un dels primers dissenys independents de Wright i és especialment important com a vincle en l'evolució de Wright d'un estil més tradicional als dissenys posteriors del seu estil modern primerenc. La casa, inclosa en el Registre Nacional de Llocs Històrics el 17 d'agost de 1973, també mostra l'efecte que Louis Sullivan va tenir en el jove arquitecte i la direcció disciplinada i geomètrica que Wright va prendre amb els seus dissenys. La casa va ser designada una fita local pel poble d'Oak Park el mateix dia que es va incloure en el Registre Nacional.